# Tehuelches

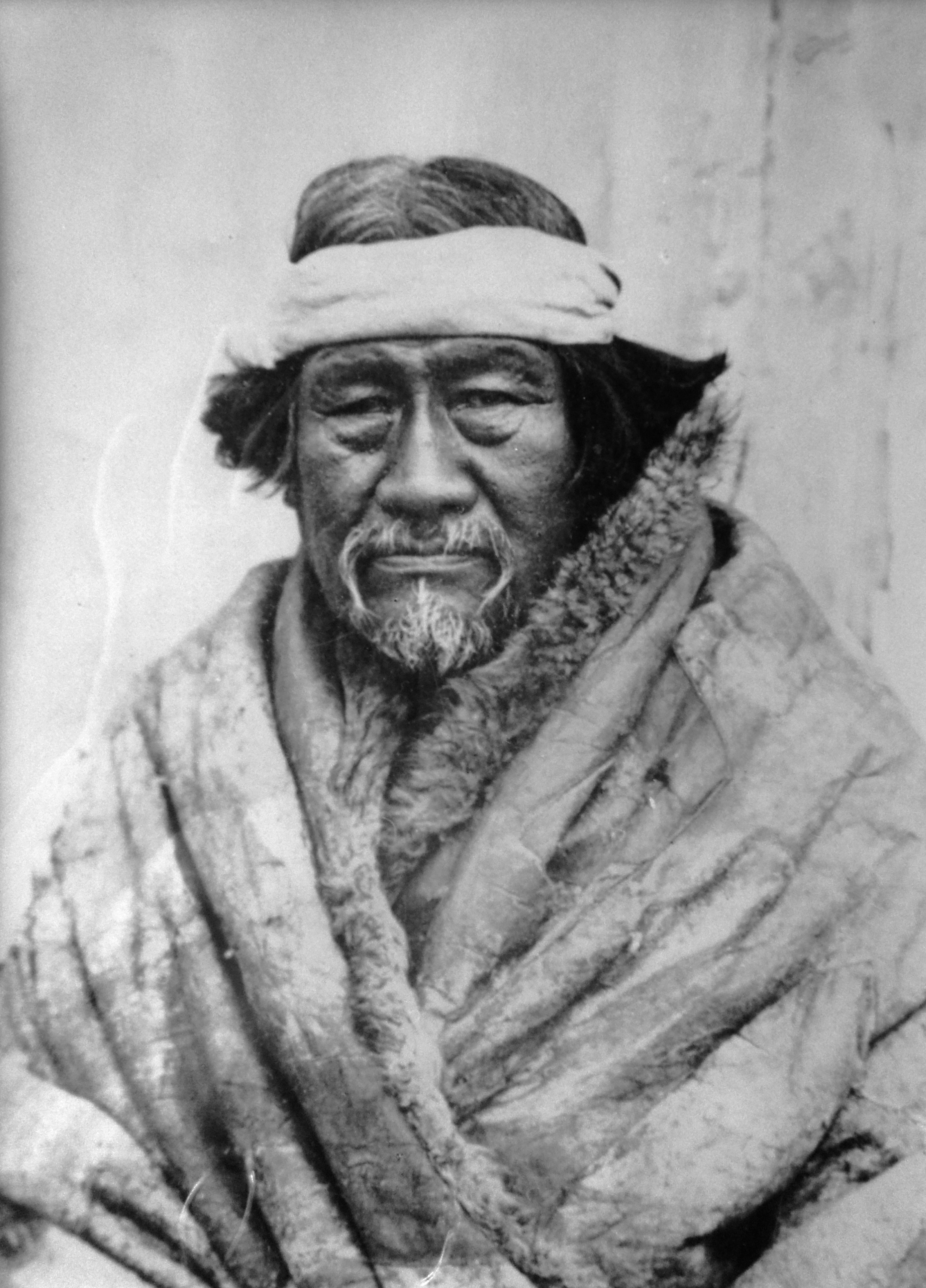
Tehuelche ou Aónikenk

Les Tehuelches sont des Amérindiens de Patagonie, vivant entre le fleuve Río Negro et le détroit de Magellan essentiellement en territoire argentin et chilien. Ils étaient réputés pour être de très grande taille et semblent avoir été à la base du grand mythe des géants patagons.

## Généralités

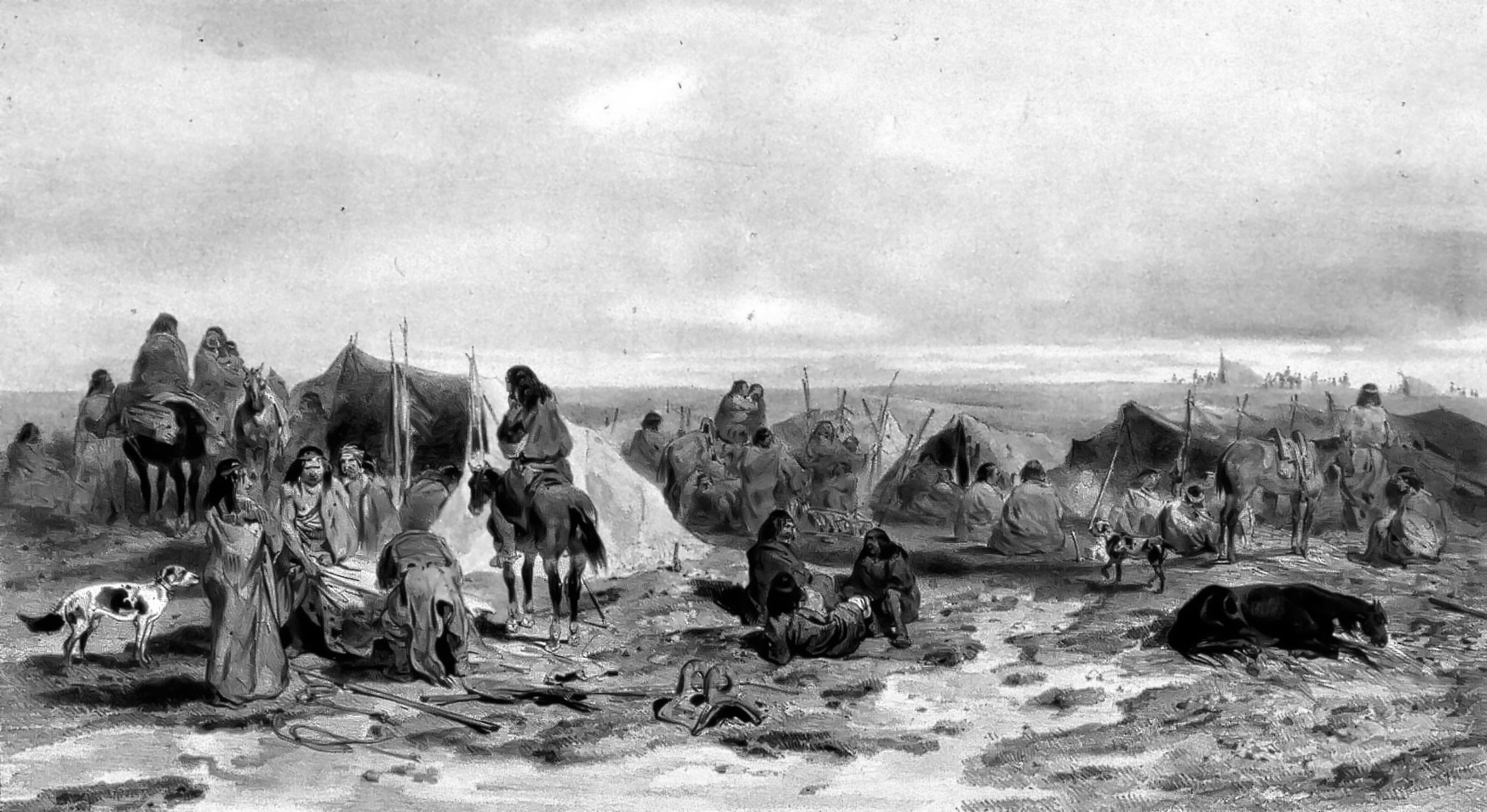
Camp patagonien, 1838

Le mot « Tehuelche » est le nom que les Mapuches donnèrent à l'ensemble des peuples dits Pampas qui habitaient depuis le fleuve Río Chubut en Argentine, jusqu'aux deux rives du détroit de Magellan et qui furent connus par les colonisateurs européens comme une partie de l'ethnie des Patagons. En effet cette dernière appellation inclut en plus les Hets et les Gennakenks, ensemble appelés ultérieurement Puelches par les Mapuches. Le vocable Tehuelche (issu du mapudungun Chewelche "peuple brave") fait allusion à la résistance tenace que ces tribus opposèrent à l'expansion des envahisseurs mapuches dans le Comahue et la Patagonie. Une autre dénomination les concernant, également utilisée par les Mapuches est Auka, mot probablement d'origine Quechua qui est généralement traduite par : « sylvestre », « indompté », « rebelle ».
Le peuple tehuelche se donnait à lui-même différents noms :
- Gününa këna ou Gennakenk ou Gennaken (populations situées au nord, dans la région de Tandil (province de Buenos Aires) et du Comahue, là où leur territoire se confondait avec celui des Chechehets)
- Aónik'enk ou Aonikenk (ceux qui habitaient au sud, entre le Río Santa Cruz et le détroit de Magellan)
- Shelk'nam ou Selknam ou Ona (ceux qui habitaient au nord de la Terre de Feu)
- Mánekenk ou Haush (les plus méridionaux, fort mélangés avec les Yámanas ou Yagans).

Toutes ces populations avaient l'habitude de se reconnaître sous la dénomination générique de Tsonek, Tsonk ou Chon, selon leur dialecte.
Les graphies des noms et des langages diffèrent non seulement par la transcription des Espagnols et Européens en la propre langue des différents auteurs, mais aussi parce que les vocables utilisés dans les parlers et dialectes tehuelches présentaient une mutation constante, tant au fil du temps (mutation diachronique) que dans l'espace, d'après les régions (mutation synchrone).
On remarque de ce fait la nombreuse nomenclature rencontrée dans la littérature scientifique :
- les Gennakenks sont appelés indistinctement Pä'änkün'k, Payniken, Penkenke, Péeneken, gününa këna, guenaken, genaken, gennaken, tewesh, etc.
- les Aonikenks reçoivent les noms de ao'nükün'k, inaken, aónikenk, aoniken, ahonikenk, aonnikenk, chonqui, haveniken, tsoneca, tä'nüs'kn, etc.

Distribution des populations pré-hispaniques au Chili

## Ethnologie
L'ethnie tehuelche est divisée fondamentalement en trois groupes correspondant à leur distribution géographique, et à la classification faite par l'ethnie tehuelche elle-même comme décrite ci-dessus :
- Tehuelches septentrionaux (ou Gennakenks), distribués depuis le Nord du Río Santa Cruz, jusqu'au Río Negro (ou même plus au nord d'après certains auteurs, occupant dès lors tout le territoire pampéen) ;
- Tehuelches méridionaux (ou Aonikenks), au sud du Río Santa Cruz jusqu'au détroit de Magellan ;
- À cela s'ajoutent les Tehuelches de la Terre de Feu, c’est-à-dire les Selknams et les Mánekenks, ou Mannekens ou Haushs ou Aushs.

## Langue
La langue ou plutôt le groupe de langues et dialectes des Tehuelches appelé tsonek ou chon est une des langues sud-amérindiennes classifiées dans le tronc des langues macro-pano, famille mosetén-Chon et groupe chon.
Jusqu'à la fin du XIXe siècle, les langues et dialectes suivants étaient reconnus ou connus:
- Les Gennakenks (au nord) parlaient la langue appelée gününa yajich.
- Les Tsoneks centraux, c’est-à-dire ceux qui se situaient dans les provinces argentines actuelles de Neuquén, Río Negro et le nord de celle de Chubut (entre les Gennakenks au nord et les Aonikenks au sud, parlaient la langue dite le Pän-ki-kin ou Penken.
- En Patagonie centrale existait aussi une ancienne langue intermédiaire entre les communautés tehuelches méridionales et septentrionales, appelée Tewsün ou Teushen. Celle-ci appartenait également à la famille des langues chon et fut progressivement remplacée par les vocables aonnikenks. Une grande partie de la toponymie actuelle de la meseta centrale patagonienne conserve encore ses racines tewsün, comme le mot "Chupat" dont provient le mot "Chubut".
- Enfin les Aonikenks parlaient le tehuelche ou tsonek ou chon, qui constitue actuellement le dialecte le plus étudié.

## Organisation sociale
Bien que nomades, leurs déplacements étaient habituellement des circuits, avec arrêts périodiques, le plus souvent d'ouest en est et vice-versa. Pour chaque étape ils avaient des sites où ils installaient leur campement, appelés aik ou aiken par eux-mêmes et tolderías par les Espagnols et les Argentins créoles.
Leurs groupes étaient habituellement formés de 50 à 100 membres.
Chacun des groupes était constitué d'individus de même parenté et avait un territoire spécifique de chasse et de cueillette. Les limites en étaient précisées de longue date (par voie ancestrale) par des accidents topographiques souvent fort peu évidents : une butte, un abreuvoir, un ravin, un arbre important. Si un groupement ne pouvait subvenir à ses besoins sur son propre territoire, il devait demander aux groupes voisins la permission d'utiliser le leur. Toute transgression à cette règle amenait habituellement une guerre.
Ils étaient fortement exogames. Les garçons étaient obligés de chercher une compagne dans d'autres groupes et avaient l'habitude de troquer les femmes. Et cela renforçait les liens entre groupes ainsi que l'unité ethnique. Parfois au lieu de troc, ils pratiquaient le rapt des femmes. Mais cette conduite violente impliquait quasi automatiquement des guerres intraethniques.

## Histoire

### Époque précolombienne
Il y a 9 000 ans a surgi une industrie primitive produisant des pointes de projectiles triangulaires à deux faces, ainsi que des racloirs latéraux et terminaux, des couteaux bifaces et des instruments en os. Plus tard, de 7 000 à 4 000 ans, apparaît l'industrie dite de Casapiedra, caractérisée par une plus grande quantité d'instruments lithiques destinés sans doute à la chasse au guanaco, animal essentiel tout au long des développements culturels postérieurs des patagons.
Dès cette époque et jusqu'à l'arrivée des Espagnols au début du XVIe siècle, les patagons ou Tehuelches avaient un mode de vie de chasseurs-cueilleurs où ils utilisèrent le nomadisme saisonnier, se déplaçant suivant les troupeaux de guanacos. Durant l'hiver, on les trouvait dans les zones basses, vallées fertiles, côtes, bord des lacs, et en été ils montaient sur les mesetas ou plateaux centraux de Patagonie ou dans la cordillère des Andes, où ils avaient par ailleurs leurs sites sacrés comme le cerro Chaltén (appelé aujourd'hui Fitz Roy).

### Arrivée des Espagnols

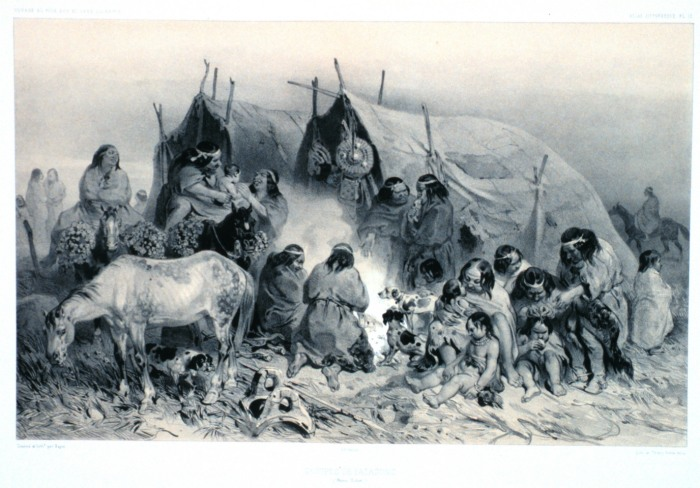
Amérindiens Tehuelches en 1832.

L'arrivée des Espagnols amena de grands changements dans la culture et la vie des peuples amérindiens et les Tehuelches n'en furent pas dispensés. Il se produisit parmi eux des épidémies létales (variole, rougeole, grippe) qui les décimèrent, particulièrement les Tehuelches septentrionaux ou Gennakenks.
Ce fut une catastrophe démographique qui se produisit surtout aux XVIIe et XVIIIe siècles et qui facilita l'invasion de leur territoire par une partie des Mapuches. De ce fait, il ne resta que deux options pour les Gennakenks : soit s'intégrer aux envahisseurs ainsi qu'aux survivants des Hets (qui avaient subi les mêmes fléaux), et donner ainsi naissance à l'ethnie Puelche, soit retourner vers le sud pour fusionner avec leurs frères Aonikenks et combattre ensemble les Mapuches. Ce que fit une partie d'entre eux. En 1865, ils livrèrent de sanglants et acharnés combats contre ces derniers sur les rives du Río Senguerr aussi connu comme Río Gengel. Aujourd'hui les Mapuches se rappellent encore la terrible bataille de Languiñeo (toponyme mapuche signifiant Là beaucoup de morts).
La constitution de l'ethnie puelche grâce à des lignages notamment tehuelches explique, en partie, l'attitude de certains chefs puelches comme Catriel, Chucul, Foyel ou Sayhueque, qui pactisèrent avec les blancs ou créoles et furent considérés comme traitres : Catriel, d'origine Gennakenk, fut tué férocement, en combattant allié aux blancs, par d'autres Puelches plus liés à l'ethnie mapuche, cela en 1879.
Dans la seconde moitié du XIXe siècle, les immigrants gallois commencèrent à coloniser la province actuelle de Chubut et tissèrent des liens sociaux fort remarquables avec les Tehuelches : en général les relations entre eux furent harmonieuses et c'est ainsi qu'actuellement on observe fréquemment dans cette province des personnes aux cheveux roux et aux yeux bridés.

### Patagon et Pathoagón
La première appellation que les Espagnols donnèrent aux Tehuelches fut celle de Patagons, déjà en 1520 durant l'expédition commandée par Fernand de Magellan. En effet, avant de les avoir rencontrés personnellement, ces explorateurs furent fort inquiets par la taille des empreintes de leurs pieds. Fortement amplifiés par les peaux de bête qui leur servaient de chaussures, leurs pieds apparaissaient immenses surtout qu'à cette époque les Européens avaient une taille moyenne plus petite en général, ce qui est relatif car il y avait aussi des individus de bonne taille. Quant aux hommes Patagons ils avaient une taille moyenne de plus d'1,80 m pour les hommes (alors que la taille moyenne des Espagnols était probablement inférieure à 1,65 m). L'explorateur français Jules Dumont d'Urville (1790-1842) dit avoir été impressionné par la stature de cette "race d'hommes forts et vigoureux", par "leur énorme largeur d'épaule, leur grosse et large tête, leurs membres musclés".
Les Espagnols les considérèrent donc comme patones, mot castillan pour patauds, et les comparèrent au géant Pathoagón personnage de roman de chevalerie. De structure crânienne dolichocéphale comme les autres amérindiens de la pampa, ils devinrent fameux dans la littérature européenne du XVIe au XIXe siècle à cause de leur grande stature et de leur force physique.
Il est important d'avoir à l'esprit qu'entre les XVIe et XVIIIe siècles le nom de Patagonie était donné à l'ensemble des terres situées au sud de l'estuaire du Río de la Plata. Cela renforce l'hypothèse de certains anthropologues, comme R. Casamiquela, selon laquelle les Hets étaient aussi des Patagons.

### Une culture du cheval
On sait peu de choses de la culture tehuelche antérieure au cheval, bien que leur organisation sociale et économique était semblable à celle des Selknams ou Onas de la Terre de Feu (qui, rappelons-le, constituent en fait un groupe de Tehuelches).
L'introduction du cheval date du début du XVIIIe siècle, et transforma leur organisation sociale. Il se forma parmi eux un complexe équestre. De même que les amérindiens des grandes prairies d'Amérique du Nord, les Tehuelches exploitèrent les grandes steppes de buissons de Patagonie, vivant avant tout du guanaco et de la viande de nandou (rhea ou choique), mais aussi de la viande de huemul (cerf andin), de mara (lièvre de Patagonie) et même de puma et de jaguar. Ils apprirent quoique tardivement à cultiver la terre, se concentrant sur certaines plantes. Quant aux poissons et aux autres produits de la mer, il existait chez eux certains tabous : ainsi certains groupes interdisaient la consommation de poisson.
À la suite de l'adoption du cheval, la mobilité qu'ils avaient acquise altéra les territorialités ancestrales et modifia en grande partie le schéma des déplacements. Ainsi, avant le XVIIe siècle les transhumances est-ouest prédominaient, à la poursuite des guanacos. Mais dès qu'ils maîtrisèrent le complexe équestre, les déplacements longitudinaux nord-sud l'emportèrent progressivement. Il s'établit ainsi des circuits d'échange commerciaux étendus : dès le milieu du XIXe siècle les Aonikenks troquaient leurs peaux et mollusques contre des cholilas (fraises, mûres, calafates, pommes de pin du pehuén (pin du Chili), llao llao, pousses et bourgeons de coligüe, etc.) et des pommes avec les Gennakenks du Neuquén, de la haute vallée du Río Negro et du Pays des fraises ou Chulilaw (belle région délimitée plus ou moins au nord par le lac Nahuel Huapi, à l'est par les cordillères basses et morainiques appelées Patagonides, à l'ouest par les hauts sommets des Andes et au sud par le lac Buenos Aires ou General Carrera).
Le cheval et plus précisément la jument, en arriva à devenir le plat principal de leur régime et laissa le guanaco en deuxième place. Les Selknams de Terre de Feu par contre ne développèrent pas une culture du cheval comparable.
Leur habillement consistait en longues capes faites de peaux de bêtes (dont de guanaco), en pagne autour de leur corps ainsi qu'en chaussures qui recouvraient tout le pied. Leur habitat consistait en sortes de tentes arrondies fabriquées en peau également (de cheval dès que ce fut possible).

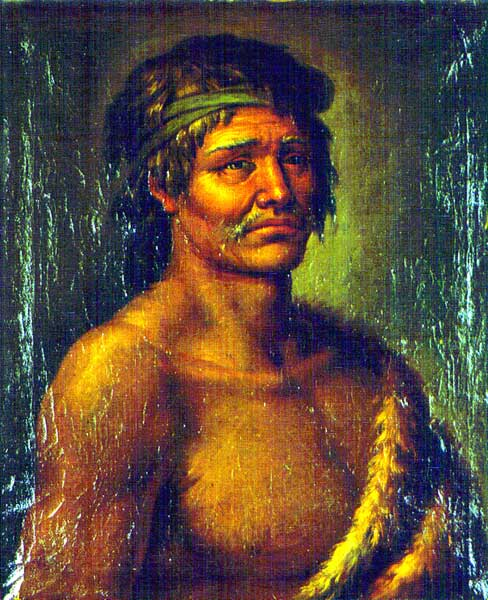
Cacique Junchar, vers 1789
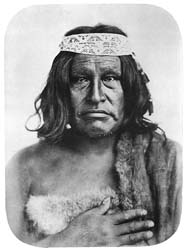
Cacique Casimiro Biguá (1819-1874)
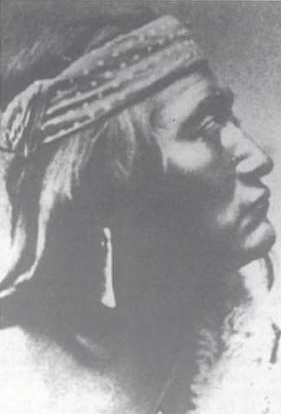
Cacique Papón, vers 1870-1890
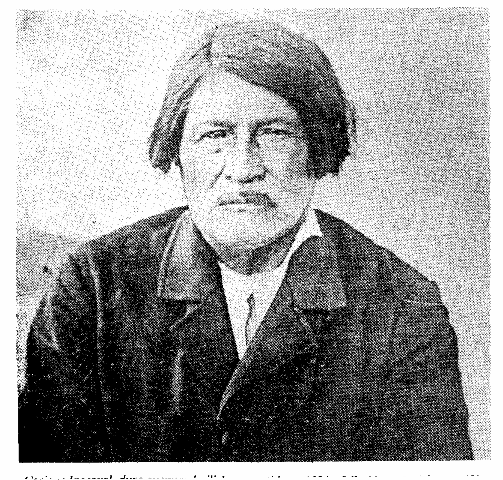
Cacique Inacayal (1833-1888) dans le Neuquén
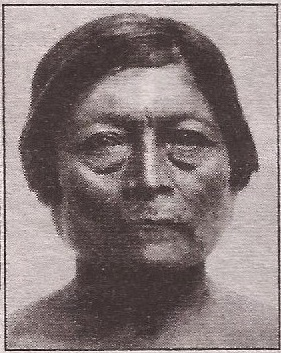
Cacique Foyel (es) (1825-1890c)
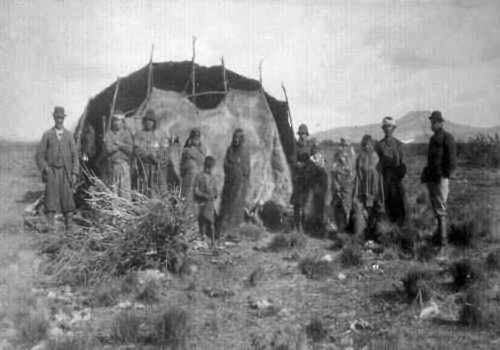
Hans Steffen, famille tehuelche, 1897
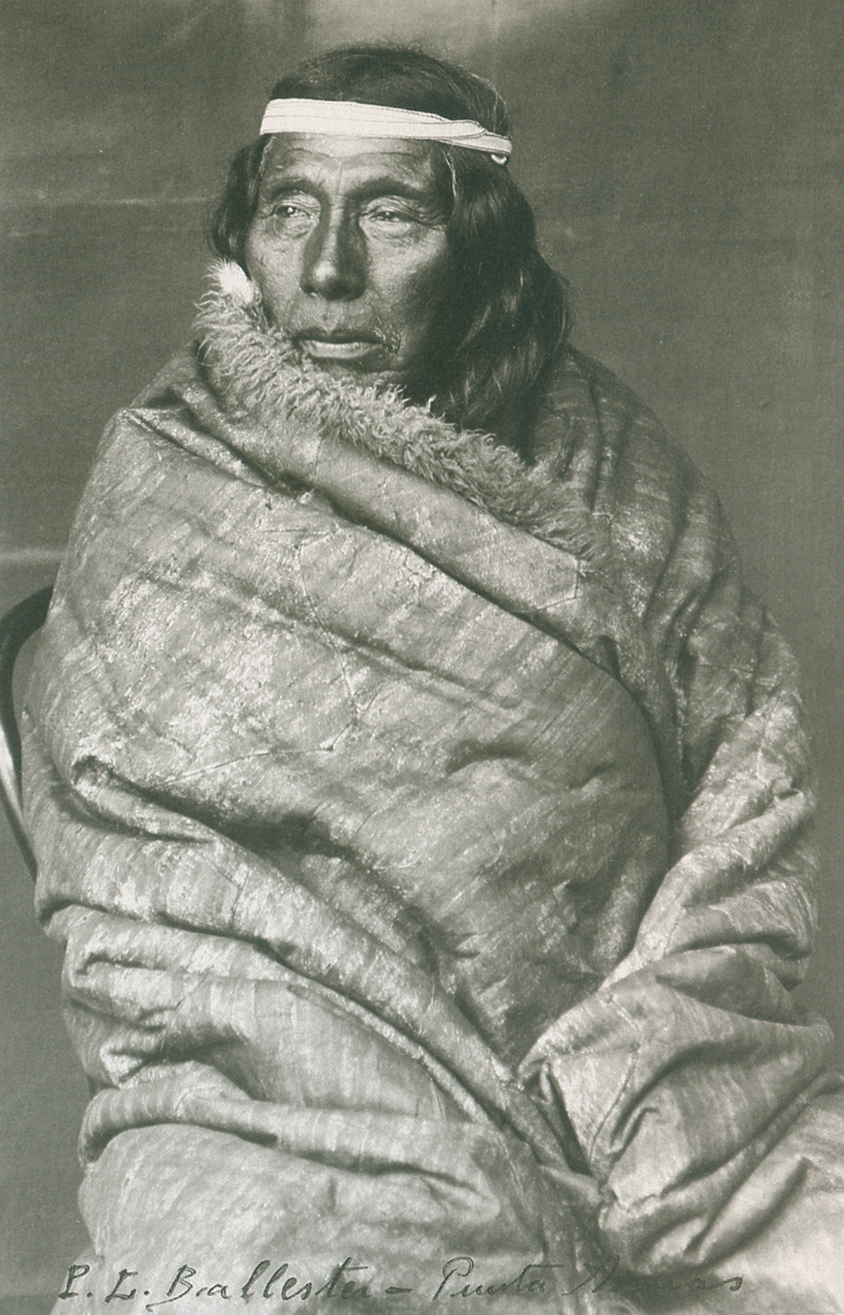
Cacique Mulato, vers 1900
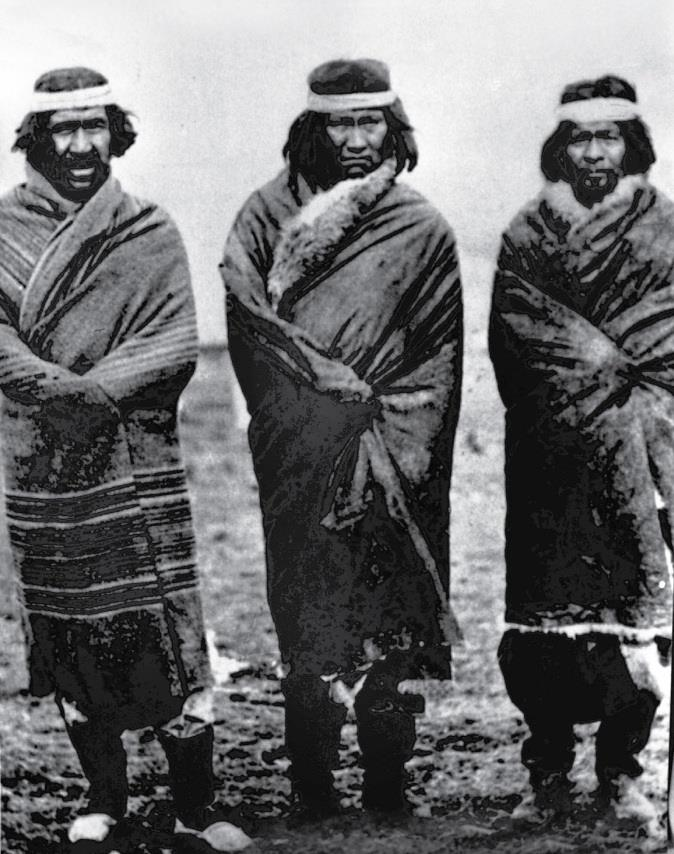
Caciques tehuelches de Santa Cruz, 1903
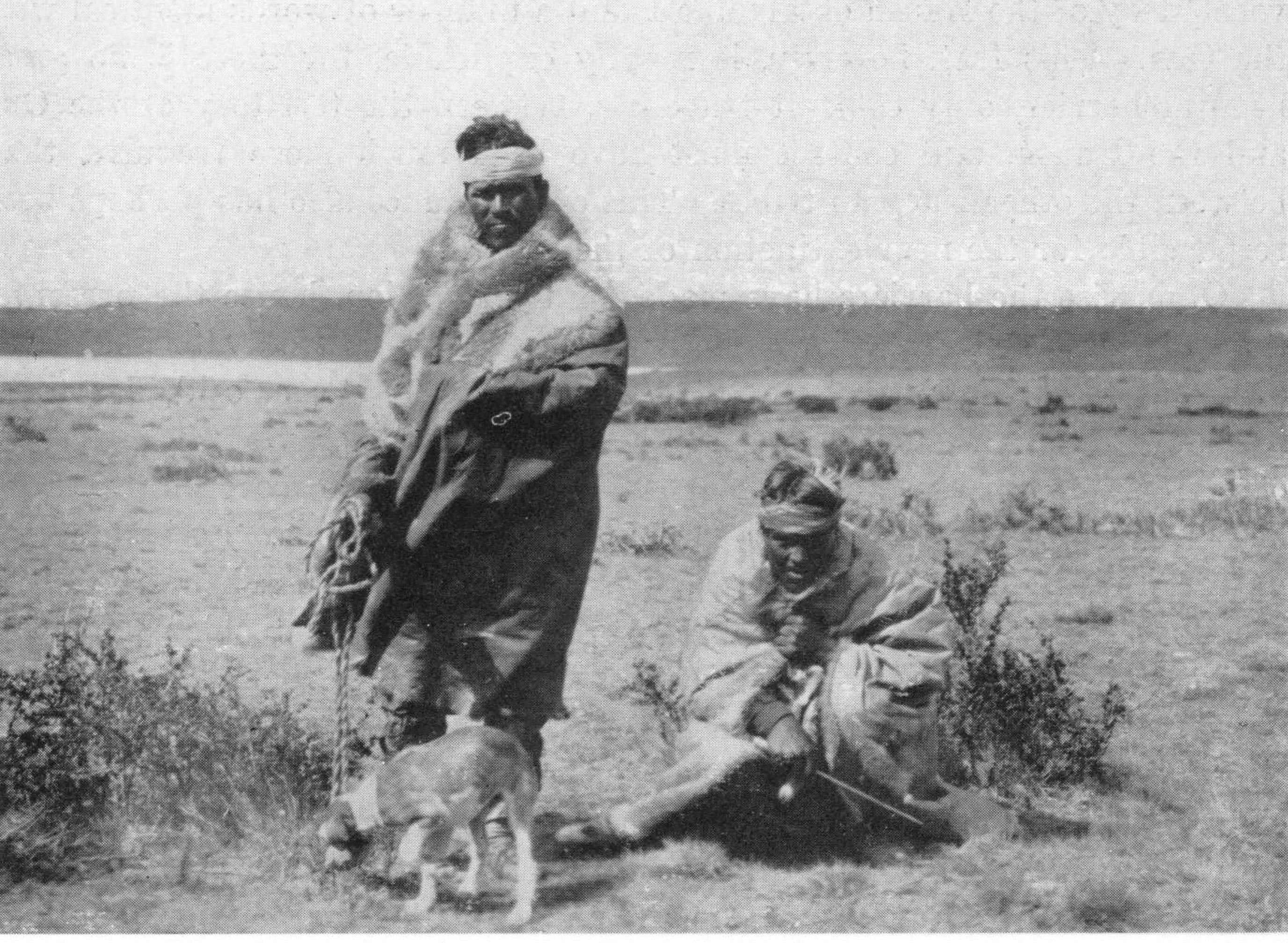
Tehuelches, Río Gallegos, 1917
Drapeau Tehuelche, vers 2018